# 一松定吉
一松 定吉（一松 定𠮷、ひとつまつ さだよし、1875年3月18日 - 1973年6月8日）は、明治、大正、昭和期の日本の検事、弁護士、政治家。
衆議院議員（8期）。参議院議員（2期）。逓信大臣（第50代）、厚生大臣（第15代）、建設大臣（初代）。杵築市名誉市民。豊後高田市名誉市民。

## 来歴・人物
1875年、大分県西国東郡美和村田福（現豊後高田市）で神官波多宗直の次男として生まれる。西国東郡立高等小学校、大分県尋常師範学校を経て地元の小学校の訓導となる。1898年に杵築町の一松家の養子となり、一松姓を名乗る。
翌年上京して小学校訓導を務めながら明治法律学校（現明治大学）に通った。平出修らとともに法学の勉強に励むかたわら弁論大会でも活動し、1901年には講師や校友らに働きかけて第一期擬国会（帝国議会を模倣した模擬国会）を開催した。
1902年に明治法律学校を卒業。翌年判事検事登用試験第1回試験に合格し、1905年に判事となる。1908年検事に転官して天草、佐賀、横浜、大阪などで勤務し、1914年-15年の高松事件で主任検事を務め、鬼検事の異名をとった。1920年、大審院検事の昇進辞令発令をもって退官し、大阪で弁護士事務所を開く。1925年大阪市会議員に当選。
1928年、大阪1区から第16回衆議院議員総選挙に立憲民政党公認で出馬し初当選、1947年の第23回衆議院議員総選挙まで連続8回当選を果たす。1937年に衆議院議員団長として第33回列国議員同盟会議に出席、欧米各国を視察する。1942年の第21回衆議院議員総選挙（いわゆる翼賛選挙）での非推薦当選議員の一人でもある。
1941年から1946年まで全日本柔道整復師会会長を務めた。
1945年11月の日本進歩党結党に参加。第1次吉田内閣の国務・逓信大臣、片山内閣の厚生大臣、芦田内閣の初代建設大臣、日本進歩党の幹事長などを歴任した。1949年の第24回衆議院議員総選挙には落選し、翌年の第2回参議院議員通常選挙に国民民主党公認で出馬し当選、参院議員に転身して2期務めた。1954年に参議院議員団長として欧米各国を視察する。1957年に裁判官弾劾裁判所裁判長となる。1962年の第6回参議院議員通常選挙で落選し、政界から引退。当時最年長の国会議員であった。
1973年6月8日、心不全のため東京都港区の心臓血管研究所付属病院で死去、98歳。葬儀は6月13日に自由民主党葬で行われた。死没日をもって正五位から正三位に叙される。
1957年に私邸を杵築市に寄贈し、現在「一松邸」として残っている。

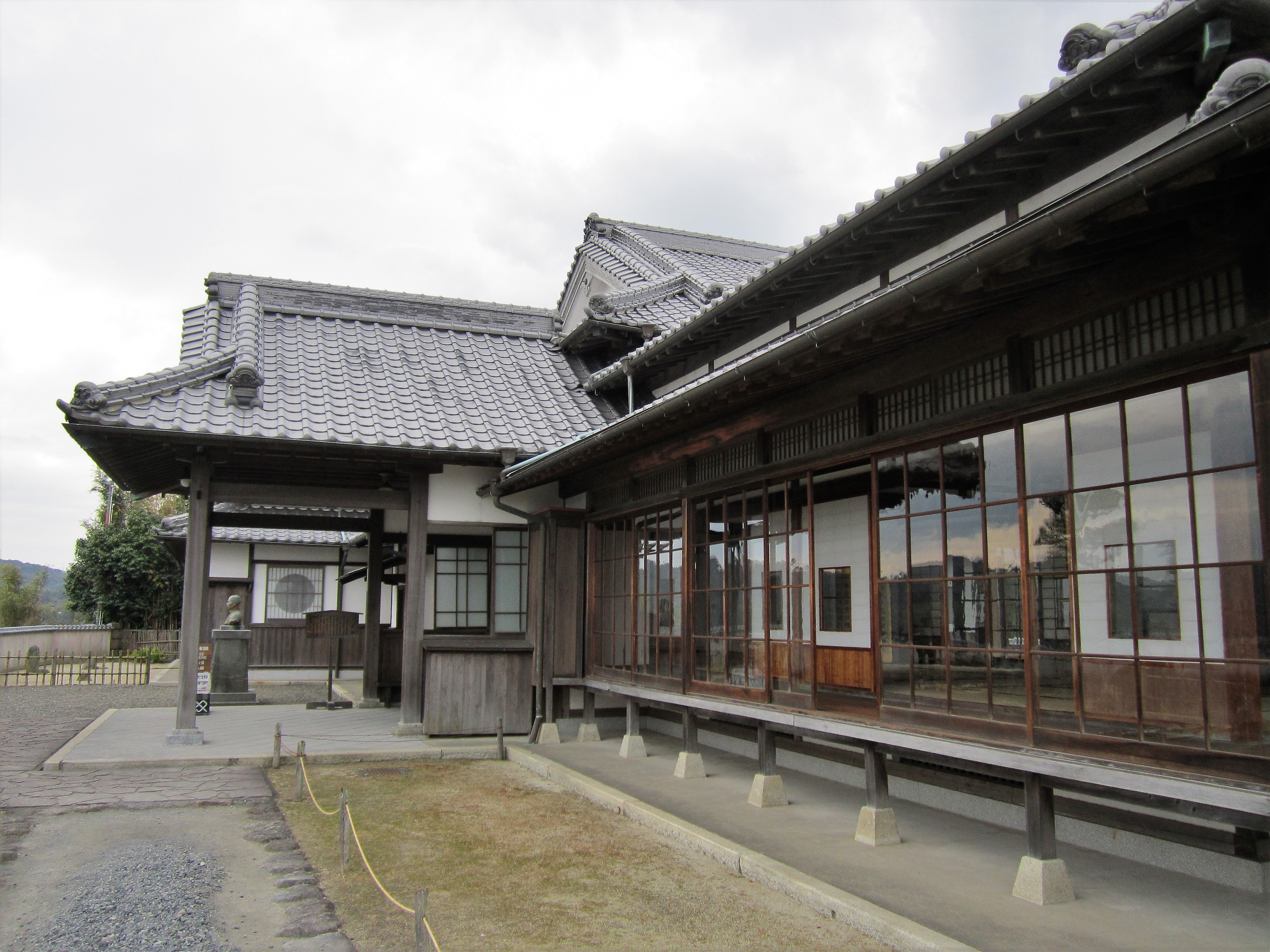
一松邸（杵築市南杵築）

## 栄典
- 紺綬褒章（1957年[17][注 1]、1964年[注 2]、1971年[注 3]）
- 勲一等瑞宝章（1964年、勲三等からの昇叙）[1][17]
- 勲一等旭日大綬章（1972年）[4][21]
- 正三位（1973年）